# Vers-sur-Selle
Vers-sur-Selle (picardisch: Vèr-su-Selle) ist eine nordfranzösische Gemeinde mit 862 Einwohnern (Stand 1. Januar 2022) im Département Somme in der Region Hauts-de-France. Die Gemeinde liegt im Arrondissement Amiens, ist Mitglied des Gemeindeverbands Amiens Métropole und gehört zum Kanton Amiens-7.

## Geographie
Die Gemeinde im Amiénois, etwa sieben Kilometer südwestlich von Amiens entfernt, liegt zu beiden Seiten der Selle; das Gemeindegebiet erstreckt sich im Nordwesten bis zur früheren Route nationale 29 und wird im Nordosten von zwei Autobahnen (Autoroute A16 und Autoroute A29) berührt, die sich hier verzweigen. Auch die Bahnstrecke Amiens – Rouen verläuft durch die Gemeinde; der Bahnhof (mit einem früheren Abzweig nach Beauvais, jetzt Wanderweg La Coulée verte) ist seit dem Ende der 1980er Jahre stillgelegt.
Umgeben wird Vers-sur-Selle von den sieben Nachbargemeinden:
|                  | Saleux                                      |           |
| Clairy-Saulchoix | Kompassrose, die auf Nachbargemeinden zeigt | Dury      |
| Creuse           | Bacouel-sur-Selle Plachy-Buyon              | Hébécourt |

## Geschichte
In der Gemeinde wurden u. a. Feuersteinwerkzeuge und neusteinzeitliche sowie merowingische Bestattungen entdeckt.
1426 wurden das Dorf und seine Kirche von englischen Truppen niedergebrannt. Das Dorf wurde auch 1472 durch Truppen Karls des Kühnen gebrandschatzt. Das Leprosenhaus wurde 1617 aufgehoben.

## Einwohner
| 1962 | 1968 | 1975 | 1982 | 1990 | 1999 | 2006 | 2013 | 2020 |
| ---- | ---- | ---- | ---- | ---- | ---- | ---- | ---- | ---- |
| 468  | 481  | 638  | 733  | 736  | 768  | 692  | 730  | 775  |

## Verwaltung
Bürgermeister (maire) war bis 2022 Édouard Dussart.

## Sehenswürdigkeiten
- Pfarrkirche Saint-Remi-et-Saint-Hildevert aus dem 13. und 15. Jahrhundert

## Persönlichkeiten
- Clovis Thorel (1833–1911), französischer Botaniker und Mediziner, wurde hier geboren